# Лаили, Асмах
А́смах Лаи́ли (малайск. Asmah Laili; 27 апреля 1939, Сингапур — 15 февраля 2019, Сингапур) — ведущая сингапурского радио и телевидения.

## Биография
Окончила школу для девочек в районе Танджонг-Катонг. Начала работать в Сингапурской вещательной корпорации (ныне Медиакорп) в 1959 году и стала первой женщиной — диктором телевидения в Сингапуре. Работала также на радиостанции «Варна», вела передачи английского языка и музыкальную программу «Радиосцена». Позднее приобрела общенациональную известность как ведущая кулинарных программ «Мамина кухня» и «Вкуснота».
В 1997 ушла на пенсию, но периодически преподавала в школе дикторов. Писала стихи.
В последние годы страдала легочным фиброзом. Похоронена на кладбище «Пусара Аман».

## Публикации
- Asmah Lali, Suraya Ahmad. Mintak Ampun sedapnya… Memang Sedappp..!!! / Editor Eksekutif Asmah Lali. — Singapore: Q-zeen, 2005. ISBN 9810538219